# فرودگاه نیروی هوایی سلطنتی استرالیا در ویلیامز
فرودگاه نیروی هوایی سلطنتی استرالیا در ویلیامز (به انگلیسی: RAAF Williams) یک فرودگاه نظامی است که یک باند فرود آسفالت دارد و طول باند آن ۱۱۳۷ متر است. این فرودگاه در کشور کانادا قرار دارد و در ارتفاع ۴٫۳ متری از سطح دریا واقع شده است.